# Acontia canarensis
Acontia canarensis är en fjärilsart som beskrevs av Embrik Strand 1917. Acontia canarensis ingår i släktet Acontia och familjen nattflyn. Inga underarter finns listade i Catalogue of Life.